# Gorgier
Gorgier is een plaats en voormalige gemeente in het Zwitserse kanton Neuchâtel. Gorgier telt 1814 inwoners.

## Geschiedenis
De gemeente Gorgier is op 1 januari 2018 samen met  Bevaix, Fresens, Montalchez, Saint-Aubin-Sauges en Vaumarcus opgegaan in de nieuwgevormde gemeente La Grande Béroche.